# Hexton
Hexton is een civil parish in het bestuurlijke gebied North Hertfordshire, in het Engelse graafschap Hertfordshire.